# Trận chiến Waterloo (tranh)
Trận chiến Waterloo, sơn dầu trên khung thạch cao ban đầu, 32 x 69½ in, 81 x 177 cm
Nó mô tả trận Waterloo dưới sự chỉ huy của Napoleon Bonaparte chống lại các lực lượng Anh dưới Công tước xứ Wellington, quân đội Phổ dưới Gebhard Leberecht von Blücher, và binh lính từ Hà Lan, tỉnh Hanover, công tước Nassau và Công quốc Brunswick-Wolfenbüttel.